# Remote Control (The Tubes)
Remote Control è il quarto album in studio della band  The Tubes, pubblicato dalla A&M Records nel 1979. 
Il produttore Todd Rundgren suggerì che il prossimo lavoro potesse essere un concept album. Il cantante Fee Waybill abbozzò una trama basata sul suo libro preferito, Being There di Jerzy Kosinski. 
Rundgren si occupò degli arrangiamenti di tutti i brani, e si gettò a capofitto nel progetto, com'era nel suo stile: il batterista Prairie Prince, a proposito dell'album disse "Ogni canzone ha così tanto di Todd". 

## Tracce
1. Turn Me On – 4:50
2. T.V. is King – 3:08
3. Prime Time – 3:15
4. I Want It All Now – 4:27
5. No Way Out – 3:22
6. Getoverture – 3:23
7. No Mercy – 3:27
8. Be Mine Tonight – 3:30
9. Love's a Mystery – 3:27
10. Telecide – 5:41